# Весёлое (Дибровский сельский совет)
Весёлое (укр. Веселе) — село,
Дибровский сельский совет,
Синельниковский район,
Днепропетровская область,
Украина.
Код КОАТУУ — 1224881702. Население по переписи 2001 года составляло 96 человек.

## Географическое положение
Село Весёлое находится на правом берегу реки Вороной,
выше по течению на расстоянии в 1,5 км расположено село Марьинка,
ниже по течению на расстоянии в 6,5 км расположено село Вороновка,
на противоположном берегу — село Раково.

## Происхождение названия
На территории Украины 74 населённых пункта с названием Весёлое.